# チェコ領スレスコ
チェコ領スレスコあるいはチェコ領シレジア（チェコ語: České Slezsko、シレジア語: Czeski Ślůnsk、ドイツ語: Tschechisch-Schlesien、ポーランド語: Śląsk Czeski）とは、シレジアのうち現在チェコに属する地域の名称である。今日では一つの地域としての行政的なまとまりはないものの、ボヘミア、モラヴィアと共に同国の三大歴史的地域の一つを占めている。
チェコ国内では北東部に位置しており、現在のモラヴィア・スレスコ州の大部分とオロモウツ州の北側に相当する地域である。かつてのオーストリア領シュレージエンと大凡重なる他、ズデーテン地方の一部に含まれる場所も多く、その地域はズデーテン・シレジアとも呼ばれている。

## 地理
チェコ領スレスコは南にモラヴィア、北にポーランド（ポーランド領シレジア）、南東にスロバキアを臨む地にある。オストラヴァが地理的に中央に存在しており、今日のモラヴィア・スレスコ州の多くがこの地域となる他、オロモウツ州の北側のイェセニーク周辺もこの地域に含まれる。オストラヴァの他にはオパヴァやチェスキー・チェシーン等が主要都市として挙げられる。
地形的には東にカルパティア山脈を臨み、主要河川としてオーデル川、オパヴァ川、オルシェ川が挙げられる。

## 歴史

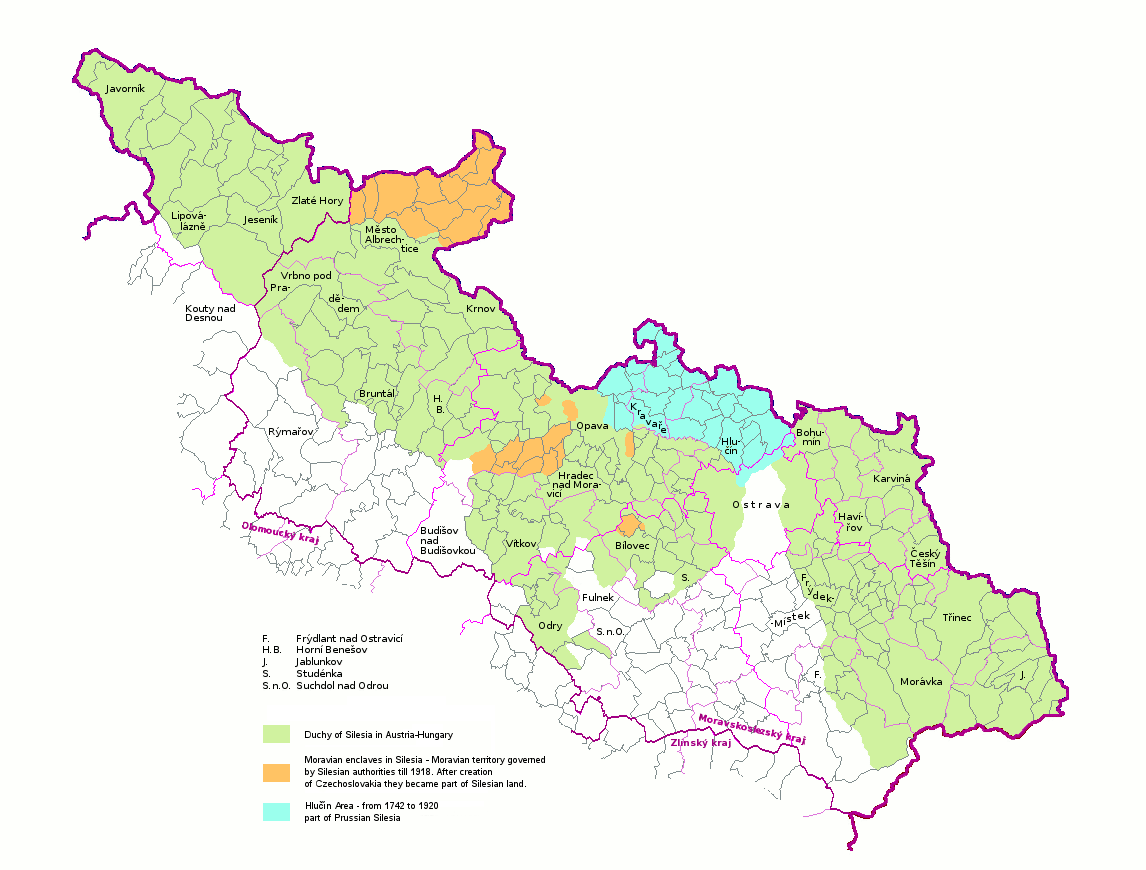
複数の地域に跨って存在しているチェコ領スレスコ。
薄緑はチェコ領のシレジア（スレスコ）。
オレンジ色はシレジアの中にあるモラヴィアの飛び地。
空色はもとプロイセン領のシレジア（シュレジエン）の一部であったフルチーン地域。

この地にゲルマン民族の集落が初めて出来たのは2世紀である。後にゲルマン民族が西方に移動したため、スラヴ民族がこの地に進出してきた。今日のチェコ領シレジアはハプスブルク君主国の一部であったボヘミア王冠領のうち、第1次シュレージエン戦争に敗北してもなお、プロイセン王国に割譲されずに同国に残った地域が母体となっている。この戦争の後にオーストリア領シュレージエンは再編成され、その首都をオパヴァに定めた。1900年当時の面積は5,140km²、人口は67万人であった。
1918年にはハプスブルク君主国であったオーストリア＝ハンガリー帝国が崩壊し、チェコスロバキアが成立した。これによって、かつてのオーストリア領シュレージエンもチェコスロバキアとポーランドで分割する事となり、チェシン・シレジアを1920年にポーランドに割譲した。この結果チェコスロバキアはシレジアの西側を手に入れた。また、同年にはヴェルサイユ条約によってフルチーン地域を入手した。
1938年のミュンヘン協定によってこの地域はスデーテン帝国大管区とポーランドが占領したザオルジェ地方に分割されたものの、翌年にはナチスドイツがポーランドから奪回した。
チェシン、オストラヴァ、フルチーンの周辺を除いて、チェコ領スレスコは1945年までドイツ語圏であった。第二次世界大戦が終りチェコスロバキアが一国家として復活すると、ドイツ人追放によってドイツ語圏ではなくなった。ポーランドとの国境についてはオルザ川とする事を再び決定したものの、1958年までこの条約が批准される事は無かった。
その後、1993年のビロード離婚によるチェコスロバキア解体によって、この地はチェコ領となった。

## 人物
現在のこの地域では主にチェコ語が話されている。中にはラフ方言を使う者もいる。チェシン周辺ではチェシン・シロンスク方言が話されており、この方言の話者はポーランド人である。
出身の有名人の例を以下に列挙する。
- オパヴァのマルティン(? - 1278) - 年代記作家
- グレゴール・ヨハン・メンデル (1822 - 1884) - 生物学者、メンデルの法則の発見者
- ヨハン・パリサ (1848 - 1925) - 天文学者
- ジョイ・アダムソン (1910 - 1980) - 作家
- ヴェラ・ヒティロヴァ (1929 - 2014) - 映画監督
- イヴァ・ビトヴァ (1958 -) - 音楽家
- イワン・レンドル (1960 -) - 元プロテニス選手